# Silovo (Rjazanyi terület)
Silovo (orosz nyelven: Шилово) városi jellegű település Oroszország európai részén, a Rjazanyi terület Silovói járásának székhelye.
Lakossága: 15 669 fő (a 2010. évi népszámláláskor).

## Elhelyezkedése
Az Oka–Don-síkságon, az Oka jobb partján, Rjazany területi székhelytől autóúton 100 km-re délkeletre helyezkedik el. Vasútállomás a Rjazany felé, illetve a Kaszimov felé vezető vasútvonalon. Közvetlenül a város mellett halad az  „Urál” főút.

## Története
A mai Silovo helyén a 11. század végén jött létre település, melyet az évkönyvek Nyerszknek neveznek. A 14. század folyamán a litván származású Silov-testvérek birtoka lett, és a század végén a falut már Silovo néven említik. A 16. században, miután a rjazanyi fejedelemséget a moszkvai államhoz csatolták, Silovo a nogaj tatárok betörései ellen kialakított védelmi vonalhoz tartozott, de még a 17. század végén is apró falu volt. Később folyami kikötője viszonylag jelentős forgalmat bonyolított le, vasútállomását 1893-ban építették. 1929-ben lett járási székhely, 1938-ban munkástelepüléssé nyilvánították. 